# 侏䳍
侏䳍（学名：Taoniscus nanus），是䳍形目䳍科侏䳍属的唯一物种。

## 特征
侏䳍体重约43克，翼长约76.6毫米，嘴峰长约14.8毫米，喙宽度约3.1毫米，喙厚度约3.1毫米，跗蹠长约18.4毫米，尾长约34.8毫米。侏䳍在其分布区内为留鸟，其栖息在半开放的草原环境中，食性为杂食性。

## 分布
巴西东南部内陆和阿根廷东北部（米西奥内斯地区）。